# Standuhr Herzog Philipps des Guten von Burgund
Die Standuhr Herzog Philipps des Guten von Burgund (auch Burgunderuhr) stammt aus der Zeit von 1430 bis 1440 und ist die älteste erhaltene Räderuhr mit einem Federzug. Diese an Turmuhren erinnernde Tischuhr sticht durch ihr architektonisches Design im Miniaturformat hervor. Sie befindet sich im Bestand des Germanischen Nationalmuseums Nürnberg und wird dort ausgestellt.

## Provenienz und Objektgeschichte

### Datierung
Bezüglich der Datierung kommt dem Burgunder Wappen, welches in der Regierungszeit von Philipp des Guten eingeführt wurde und als Repräsentation des Herzogtums diente, eine besondere Stellung zu. Das gleiche Wappen ist nämlich zwei Mal an der Uhr vorzufinden. Da aus Dokumenten des 15. Jahrhunderts hervorgeht, dass das Wappen von zirka 1430 bis 1440 im Herzogtum verwendet wurde, kann man eine Datierung der Uhr auf diesen Zeitraum festlegen.
Weiterhin befindet sich an der Uhr, ebenfalls in zweifacher Ausführung, das Symbol für den Orden vom Goldenen Vlies, welcher sich in der Form des Feuerstahls präsentiert. Dieses Symbol steht für einen Ritterorden, den der Herzog nachweislich um das Jahr 1430 gegründet hatte und im selben Jahr an den Adel stiftete.
Ein Hersteller der Uhr kann aufgrund fehlender Dokumentation nicht zugeordnet werden. Den einzigen Anhaltspunkt liefert die Anbringung von insgesamt vier Initialen des Uhrmachers auf einem der Zahnräder des Gehwerks, dem sogenannten Steigrad, die sich auf der Rückseite der Uhr befindet. Diese lassen sich jedoch keinem bestimmten Hersteller zuordnen.

### Provenienz
Durch eine Reisebeschreibung des Schriftstellers Adolf Schmidl aus dem Jahr 1835 geht hervor, dass Fürst Eduard Collalto aus Wien der erste dokumentierte Besitzer der Uhr seit Lebzeiten Herzog Philipps des Guten gewesen ist. Die Uhr galt als Schmuckstück der Sammlung des Schlosses Breitensee bei Wien, in der die Familie Collalto ansässig war. Die Herkunft der Uhr wird hierbei nicht erwähnt. Eine Annahme ist, dass der Fürst die Uhr geerbt habe, da die Familie als Sammler bekannt gewesen ist. Der Übergang in den Familienbesitz ist ebenfalls nicht genau nachweisbar. Angenommen wird, dass ein ehemaliges Familienmitglied, welches Kommandeur in einer Schlacht im Norden Italiens um zirka 1630 war, die Uhr als Teil der erbeuteten Schätze in seinen Besitz aufnahm.
1837 erwarb Friedrich Simon, ein ehemaliger Sattlermeister, das Schloss Breitensee bei Wien und die darin enthaltene Kunstsammlung des Hauses. Er verkaufte die Uhr zirka 9 Jahre später, 1846, an Friedrich von Leber.
Friedrich von Leber gewährte den Zugang zur Uhr in der nächsten Zeit nur einem sehr kleinen Kreis von Personen und hütete sie mit großer Sorgfalt. Eine gründliche wissenschaftliche Untersuchung der Uhr wurde nicht gestattet. Dies stellte unter anderem einen Grund dafür dar, weshalb Zweifel an der Existenz der Uhr geäußert wurden.
Die Uhr ging schließlich 1848 mit dem Tod Friedrich von Lebers in den Besitz seines Sohn, Maximilian von Leber, über. Maximilian von Leber ließ die Uhr 1878 in der Pariser Weltausstellung präsentieren. Für die Ausstellung verfasste er eine Publikation, in der er eindeutig beschrieb, dass die Uhr eine Arbeit aus dem Hause des Herzogs Philipp des Guten von Burgund sei. Außerdem erwähnte er, dass die Burgunderuhr die älteste erhaltene Uhr mit Federzug sei. Ein weiteres Mal wurde sie im Jahr 1900 in der Weltausstellung gezeigt.
Etwa 10 Jahre nach Maximilian von Lebers Ableben verkaufte seine Frau, Marie von Leber, die Uhr 1926 an den Sammler Karl Marfels aus Neckargemünd. Dieser machte die Uhr für alle Interessenten, darunter Museumsleiter, Kunsthistoriker, Uhrmacher und Uhrensammler, zugänglich und ermöglichte so eine genaue Untersuchung.
Bekannt ist, dass Karl Marfels in den nächsten Jahren vergeblich versuchte, die Uhr zu veräußern. Ein Grund für den erfolglosen Versuch ist der bestehende Zweifel an der Echtheit der Uhr. Der Zweifel entsprang der Tatsache, dass die Provenienz der Uhr lediglich bis 1835 zurückverfolgt werden konnte. Über den Zeitraum zwischen Herstellung und dem ersten Nachweis zum Verbleib der Uhr, der etwa 400 Jahre umfasst, ist nur wenig bekannt.
Marfels überließ die Uhr schließlich als Pfand für einen Kredit der Frankfurter Bank. Da der Kredit jedoch bis zu seinem Tod 1929 nicht zurückgezahlt wurde, ging der Besitz an den ehemaligen Bankdirektor, Max Najork, über.
Die Provenienz für den nachfolgenden Zeitraum von 1933 bis 1945, während des Zweiten Weltkriegs in Europa, ist nicht eindeutig zu bestimmen. Es ist bekannt, dass Najork die Uhr ab 1936 als Leihgabe dem mathematisch-physikalischen Salon in Dresden überließ.
Schließlich verkaufte Najork nach mehreren Verhandlungen die Uhr im Juni 1943 an das Germanische Nationalmuseum in Nürnberg.
| Zeitraum       | Besitz/Verbleib der Burgunderuhr | Anmerkung/Nachweis                                                                                             |
| -------------- | -------------------------------- | --- |
| 1835–1837      | Fürst Eduard Collalto aus Wien   | Bekannt aus Reisebeschreibung des Schriftstellers Adolf Schmidl                                                |
| 1837–1846      | Sattelmeister Friedrich Simon    | Erwirbt das gesamte Schloss Breitensee bei Wien sowie die darin enthaltene Kunstsammlung                       |
| 1846–1848      | Friedrich von Leber              | 1848 verstirbt von Leber und Besitz geht an seinen Sohn über                                                   |
| 1848–1916      | Maximilian von Leber             | Sohn von Friedrich von Leber; erbt die Uhr von seinem Vater; verstirbt 1916 und Besitz geht an seine Frau über |
| 1916–1926      | Marie von Leber                  | Frau von Maximilian von Leber                                                                                  |
| 1926–1929      | Karl Marfels                     | Tod von Marfels 1929; Uhr ist Pfand für einen Kredit gewesen                                                   |
| 1929–Juni 1943 | Max Najork                       | Bankdirektor der Frankfurter Bank von 1922 bis 1925                                                            |
| Ab Juni 1943   | Germanisches Nationalmuseum      | Aktueller Ausstellungsort                                                                                      |

## Beschreibung
Die Uhr misst 48,5 cm in der Höhe, 21 cm in der Breite und ist 13 cm tief. Sie besteht aus einer reich verzierten rechteckigen Sockelzone, an deren Ecken sich das Strebewerk erhebt, das in einer Krone mit zwei spitzen Türmen gipfelt. Die kirchenähnlichen Formen und Motive sind hierbei bemerkenswert, da es sich von anderen religiösen Tischuhren, die zumeist biblische Motive wie die Kreuzigung Christi zeigen, abhebt.

### Uhrensockel
Der Sockel der Uhr wird an seinen vier Ecken durch Hundefiguren getragen. Diese befinden sich unter quadratischen Vorsprüngen, in denen Fenster, die aus sich überlagernden Messingplatten bestehen, eingelassen wurden. An der Unterseite des Sockels sind mit einem Lötverfahren laubartige Verzierungen angebracht. Darüber finden sich entlang des Sockels drei überlagernde Messingplatten, welche ein Fischblasenmuster bilden.

### Uhrenmittelteil

#### Figuren
Auf dem Sockel sitzen vier Löwenfiguren. Diese Löwen stellen das Wappentier Herzog Philipps von Burgund dar. Zwei davon sind an der Front zu beiden Seiten des Ziffernblatts angebracht. Die anderen beiden wurden an den Seiten der Uhr angebracht. Über diesen seitlich angebrachten Löwen befinden sich zwei weitere Löwenfiguren, die links das Burgunder Wappen aus verschiedenfarbigem Email und rechts einen Feuerstahl symbolisch für den Orden vom Goldenen Vlies halten. Auf der Rückseite befinden sich zwei Mühlenhäuschen, welche jeweils ein Türchen aufweisen, aus denen einst bewegliche Figuren kamen. Diese sind jedoch nicht mehr erhalten. Eine weitere fehlende, bewegliche Figur befand sich einst über dem Zifferblatt der Uhr.

#### Verstrebungen
Die Krone der Uhr wird von vier Doppelsäulen getragen. Diese stehen an den Ecken des Sockels und reichen vor bis zu den Vorsprüngen, unter denen die Hunde stehen. An den Füßen der Säulen sind ebenfalls aus Messingplatten bestehende fensterartige Verzierungen angebracht. Darüber sind auf allen Säulen jeweils eine menschliche Figur vorzufinden. Diese erinnern an die Statuen von Heiligen, welche oft an kirchlichen Fassaden zu finden sind. Baldachine überdachen die Statuen an den äußeren Verstrebungen, die in Fialen enden. Die Konstruktion der Verstrebung ist so gestaltet, dass es einen leichten Einblick in das Räderwerk und Schlagwerk, welches um drei weitere Stützsäulen angebracht wurde, erlaubt.

#### Ziffernblatt
Das runde Ziffernblatt besteht aus einem äußeren Messingrahmen, welcher einen Ring aus blauem Email umschließt. Auf diesem befinden sich, dem Uhrzeigersinn entlang, römische Zahlen aus Messing von Eins bis Zwölf. Das Ziffernblatt besitzt lediglich einen Zeiger, es kann also nur Stunden anzeigen. Hier ist interessant für die Uhr, dass sie dennoch ein Zwei-mal-zwölf-Stundenblatt hat und nicht wie teilweise in anderen Tischuhren vorkommend ein 24-Stunden-Blatt. Das Kernstück des Zifferblatts bildet eine Scheibe aus drei Messinglagen, die der Fensterrose einer Kirchenfassade nachempfunden ist.

### Uhrenkrone
Die Krone der Uhr besteht aus zwei durch Wimpergen und Maßwerken reich verzierten Türmen. Gerade die Wimperge, welche die Türme an ihrer Unterseite umrunden, bewirken einen flüssigen Übergang zwischen Mittelteil und Krone. Sie bilden zudem eine balkonartige Plattform, aus der die Türme hervorragen. Das Herz der Krone bildet ein kleiner Pavillon zwischen den beiden Türmen. Von diesen gehen jeweils vier Verstrebungen aus. Drei dieser verbinden die Türme mit den Wimpergen, während die vierte den Turm mit dem Pavillon verbindet. Auf den Turmspitzen befinden sich ebenfalls zwei Löwenfiguren, die zum einen das Wappen und zum anderen den Feuerstahl halten.

## Aufbau und Funktion

### Aufbau der Uhrkonstruktion
Das aus vergoldetem Messing bestehende Gehäuse der Burgunderuhr lässt sich an zwei Stellen trennen und wird deshalb in insgesamt drei Komponenten aufgeteilt: Sockel, Mittelteil und Krone. Die zwei Löwenfiguren auf dem Sockel sind angeschraubt und trennen diesen vom Mittelteil. Ebenfalls befinden sich insgesamt vier angeschraubte Riegel auf der Bekrönung, die durch die Löwen markiert sind, welche als Schlösser für die Riegel dienen. Vermutlich wurden die Löwen ursprünglich eingesetzt, um zu verhindern, dass die beiden Teile voneinander getrennt werden. Durch die Trennung des Sockels vom Mittelteil gelangt man an das Federhaus des Uhrwerks, welches sich innerhalb des Sockels befindet. Die Trennung der Bekrönung vom Mittelteil stellt den Zugang zum Gehwerk und Schlagwerk des Uhrwerks dar.
Die Methode des Schraubens ist bereits seit der Antike bekannt, wurde aber aufgrund ihrer mühsamen Herstellung in reiner Handarbeit relativ selten genutzt.
Die restlichen Komponenten des Uhrengehäuses wurden durch Verkeilungen zusammengesetzt. Dabei greifen die Endpunkte der Teile ineinander, so dass sie danach fest verbunden sind und in der Regel nicht mehr getrennt werden können.

### Funktionsweise des Uhrwerks
Die Burgunderuhr zählt zu den Räderuhren, das heißt, dass ihr Uhrwerk mechanisch, ohne die Einwirkung einer externen Energiequelle, funktioniert. Erzeugt wird diese Energie durch Bewegungskraft.
Sie ist zwar die älteste erhaltene Räderuhr mit einem Federzug, aber wahrscheinlich nicht die erste Uhr, bei der dieser Mechanismus verwendet wurde. Dokumente aus Frankreich zum Ende des 14. Jahrhunderts beschreiben nämlich den Aufbau und die Funktionsweise von Uhrwerken. Dabei wurde der Mechanismus so beschrieben, wie man sie von einem Federzug kennt.
Die Federhäuser, die den Federzug beinhalten, befinden sich bei der Burgunderuhr innerhalb des Sockels und sind von außen nicht zu sehen. Der Federzug besteht dabei aus einem elastischen Stahlband und ist im Federhaus an die Schnecke gewunden.
Durch das stetige Einrollen und Austrecken des Stahlbands wird hierbei die Antriebskraft für das Gehwerk erzeugt, um den Zeiger laufen zu lassen. Das Schlagwerk bildet hierbei die akustische Komponente des Uhrwerks. Sie ist demnach dafür verantwortlich, dass in bestimmten Zeitabständen ein Geräusch zu hören ist.
Vor der Verwendung des Federzugs sind die meisten Räderuhren, zirka ab dem Ende des 13. Jahrhunderts, mit einem Gewichtszug ausgestattet worden. Gegenüber diesem Mechanismus bietet der Federzug einige Vorteile. Zum einen ist der Federzug, aufgrund seiner kompakteren und leichteren Bauweise, dafür geeignet, die Uhr zu transportieren. Dies war vorher bei Uhren mit Gewichtszug nicht möglich. Weiterhin ermöglicht der Federzug eine präzisere Zeitangabe, da im Gegensatz zum Gewichtszug ein geringerer Kraftverlust verursacht wird und somit weniger Verzögerungen auftreten können.

### Verwendung
In erster Linie fand die Uhr Verwendung als Sammelobjekt und Dekoration. Aufgrund der beweglichen Automatenfiguren erlaubte die Uhr außerdem ein multisensorisches Erlebnis. Weiterhin war sie, so wie andere Uhren mit architektonischem Design, ein Ausdruck handwerklicher Fähigkeiten und des Wohlstandes einer Region – und damit ein kostbares Prestigeobjekt. Aus diesem Grund ist die Burgunderuhr, wie Tischuren im Allgemeinen, eine beliebte Wahl für Geschenke gewesen. Besonders die handwerklichen Fähigkeiten werden hier aufgrund ihres detailreichen Gehäuses und dem offenen Einblick auf das Uhrwerk deutlich. Auch diente die Uhr als Geschenk Philipps des Guten an einen befreundeten Fürstenhof.
Trotz ihrer kirchenähnlichen, architektonischen Form war die Uhr nicht als Teil der Liturgie gedacht. Sie folgte aber einem religiösen Motiv, wie man anhand des doppeltürmigen Aufbaus von Kathedralen sowie weiterer Bestandteile der gotischen Architektur, wie etwa Fialen, Wimpergen und Maßwerk, erkennen kann.
Bemerkenswert ist hierbei das Auslassen von astronomischen Funktionen an der Uhr, wie Sonnen- und Mondzeiger oder Astrolabien, da sie bei anderen zeitgenössischen Uhren vorkamen. Eine Verwendung in diesem Bereich war demnach nicht vorgesehen.

## Forschung

### Forschung zur Burgunderuhr
Die Forschung zur Standuhr Herzog Philipps des Guten von Burgund beginnt 1878 mit einer Publikation von Maximilian von Leber zur Pariser Weltausstellung. In ihr wird die Standuhr auf einen Zeitraum zwischen 1430 und 1440 datiert, was sie zur ältesten erhaltenen Uhr mit Federzug machen würde. Der beschränkte Zugang zu der Uhr eröffnete jedoch Zweifel an ihrer Echtheit, die erst nach 1926, nachdem die Uhr für Forscher und Forscherinnen zugänglich gemacht worden war, entkräftet werden konnten. Der 1927 veröffentlichte Zeitschriftenartikel von Von Bassermann-Jordan, welcher bereits 1905 Zugang zu der Uhr hatte, trug maßgeblich dazu bei. Darin gibt er einen Überblick über die Provenienz zur Uhr seit 1835, beschreibt die Uhr im Detail und übernimmt die Datierung Von Lebers. Seit 1943 befindet sich die Uhr im Besitz des Germanischen Nationalmuseums Nürnberg.

### Forschung zu Tischuhren im Allgemeinen
Im Allgemeinen lässt sich die deutsche Forschung zu Tischuhren von 1300 bis 1650 grob in zwei Zweige unterteilen: zum einen in den technisch-historischen Zweig, welcher sich hauptsächlich mit der Komposition und Mechanik der Uhr befasst, und zum anderen in den kunsthistorischen Zweig, bei dem die symbolische Bedeutung sowie die Motive der Verzierung im Vordergrund stehen.
So bezieht sich Susanne Thürigen in ihrer interdisziplinären Dissertation 2022 besonders auf die Komposition der mechanischen und ästhetischen Komponenten von Räderuhren, welche die Kunstfertigkeit und das handwerkliche Geschick bei der Herstellung in den Vordergrund rückt. Dabei gibt sie unter anderem eine detailreiche Beschreibung des Federzugmechanismus, welcher in der Uhr verbaut ist. Auch in Bezug auf den Henlein-Uhrenstreit, welcher 2014 stattfand, wurde die Uhr erwähnt. Dabei wird ebenfalls auf ihren Federzug und die damit einhergehende Datierung der Technik eingegangen. In Beziehung dazu betrachten Richard Mühe und Horand Vogel 1997 die Unterschiede äußerlicher Designelemente von Tischuhren.
Das steht im Kontrast zu früherer Betrachtung wie der von Otto Mayr, welcher 1987 auf die symbolische Bedeutung von Räderuhren verweist. Dabei zeigt er durch die Entstehungsgeschichte von Räderuhren zusätzlich soziale Verhältnisse auf, die mit den Ordnungsvorstellungen, welche auf philosophischen Überlegungen beruhen, einhergehen. Bereits 1980 verwies Mayr im Rahmen einer Ausstellung zu deutschen Tischuhren zwischen 1550 und 1650 auf die Symbolträchtigkeit dieser. Hierbei stehe die mechanische Uhr für eine Ordnung des Universums. Sie sei autoritäres Symbol und Zeichen von Gelehrtheit, welches seine Bedeutung durch die Einteilung des Tages erhalte.
Weiter werden durch die Beiträge von Gibbs und Jenzen die Bedeutung astronomischer Darstellungen als Bestandteil der Tischuhren wie die astronomischen Zeiger zur Messung der Sonnen- und Mondzeiten sowie Astrolabien deutlich. Thürigen und von Bassermann-Jordan erwähnen außerdem den damit zusätzlichen religiösen Zusammenhang, der sich bei der Uhr in den dem doppeltürmigen Aufbau im Miniaturformat sowie weiteren Komponenten der gotischen Architektur, wie Maßwerk, Fialen und Baldachinen, zeigt. Die Forschung zur Standuhr Herzog Philipps des Guten von Burgund gibt einen Aufschluss über die zeitgenössische Auffassung hinsichtlich der Naturwissenschaften, ihren Bezug zum Christentum sowie handwerkliche Fähigkeiten und repräsentiert damit einen Kernpunkt, die die Forscherinnen und Forscher seit der Untersuchung von Räderuhren beschäftigen.